# Малка морска кучка
Малката морска кучка (Aidablennius sphynx) е вид лъчеперка от семейство Blenniidae. Видът е незастрашен от изчезване.

## Разпространение
Разпространен е в Албания, Алжир, България, Гибралтар, Грузия, Гърция, Израел, Испания, Италия, Кипър, Либия, Ливан, Малта, Мароко, Монако, Румъния, Сирия, Словения, Тунис, Турция, Украйна, Франция и Хърватия.

## Описание
На дължина достигат до 8 cm.